# ''De gouden adelaar''
Geschreven door Miléon en uitgebracht door Boek-scout in 2022. Deel 1 zag voor het eerst het licht in maart en deel 2 in oktober. In totaal 588 pagina's. Het begin van het verhaal (zie  Het zwaard van Michaelius). Waar verschillende personages voorgesteld worden en waar ze hun tocht aanvatten. Één die voor sommigen hun leven geheel veranderd. Het verhaal wordt vanuit verschillende oogpunten verteld. Achteraan staan verschillende annexen met alle locaties, stambomen en vluchtige geschiedenis van de domeinen waar het verhaal zich afspeelt.
Hoofdpersonages
- Claudius Arriminios Michaelius: Augustus van het Michalliaanse rijk. Heel impulsief en explosief. Zijn wil is wet en tegenstand tegen zijn heerschappij wordt niet getolereerd. 
- Gaius Etrios Michaelius: Magister Militum van het rijk, aanvoerder van alle strijdkrachten in het Michalliaanse rijk, berekend en standvastig. Hij durft tegen zijn oudere broer in te gaan. Wat de aandacht van anderen in hun omgeving trekt.
- Eirene Michaelius: Oudste van beide zussen, op huwbare leeftijd, onderdanig doch opstandig. 
- Zoë Michaelius: Jongste telg van de familie, maar ook de vurigste. Haar grote broers kunnen amper met haar overweg.
- Servius Michaelius: Bastaardbroer. De oudste van de vijf, maar hij heeft geen titels of geld. Dient als Praeventor (eliteverkenner) in het leger.
- Lucius Nastica Constans: Gehaaide politicus die altijd dubbele motieven heeft. 
- Artemios: Princeps van het rijk, na de Augustus de machtigste man en leider van de senaat.
- Ariadne: Dochter van een befaamde Michalliaanse generaal en Augusta van het rijk.
- Theodora Appolinaris: Echtgenote van Gaius en dochter van een invloedrijke Koning.
- Sejanus: Aanvoerder van Gaius' lijfwacht en zijn trouwste vriend.

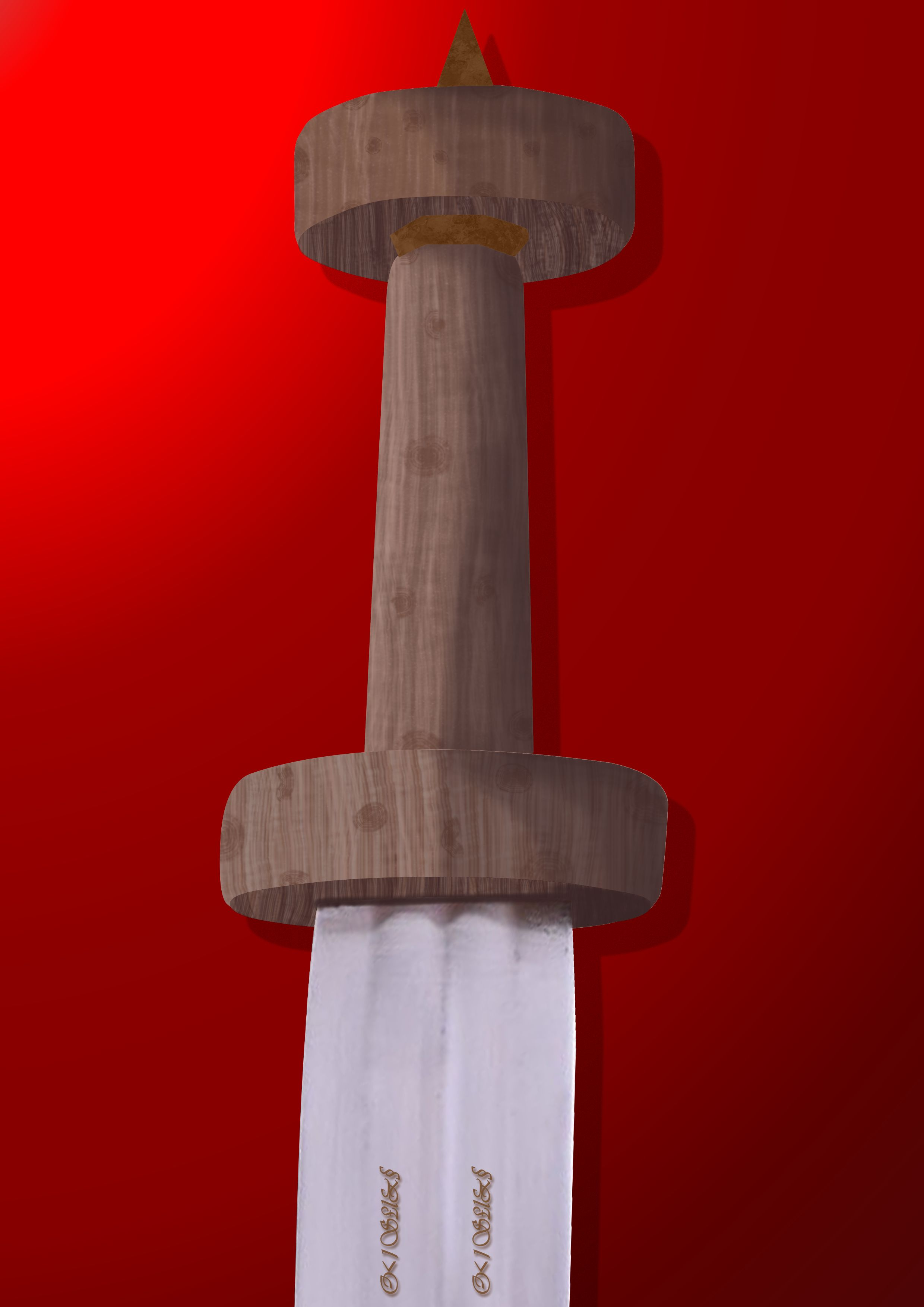
Cover deel 1 onbewerkt
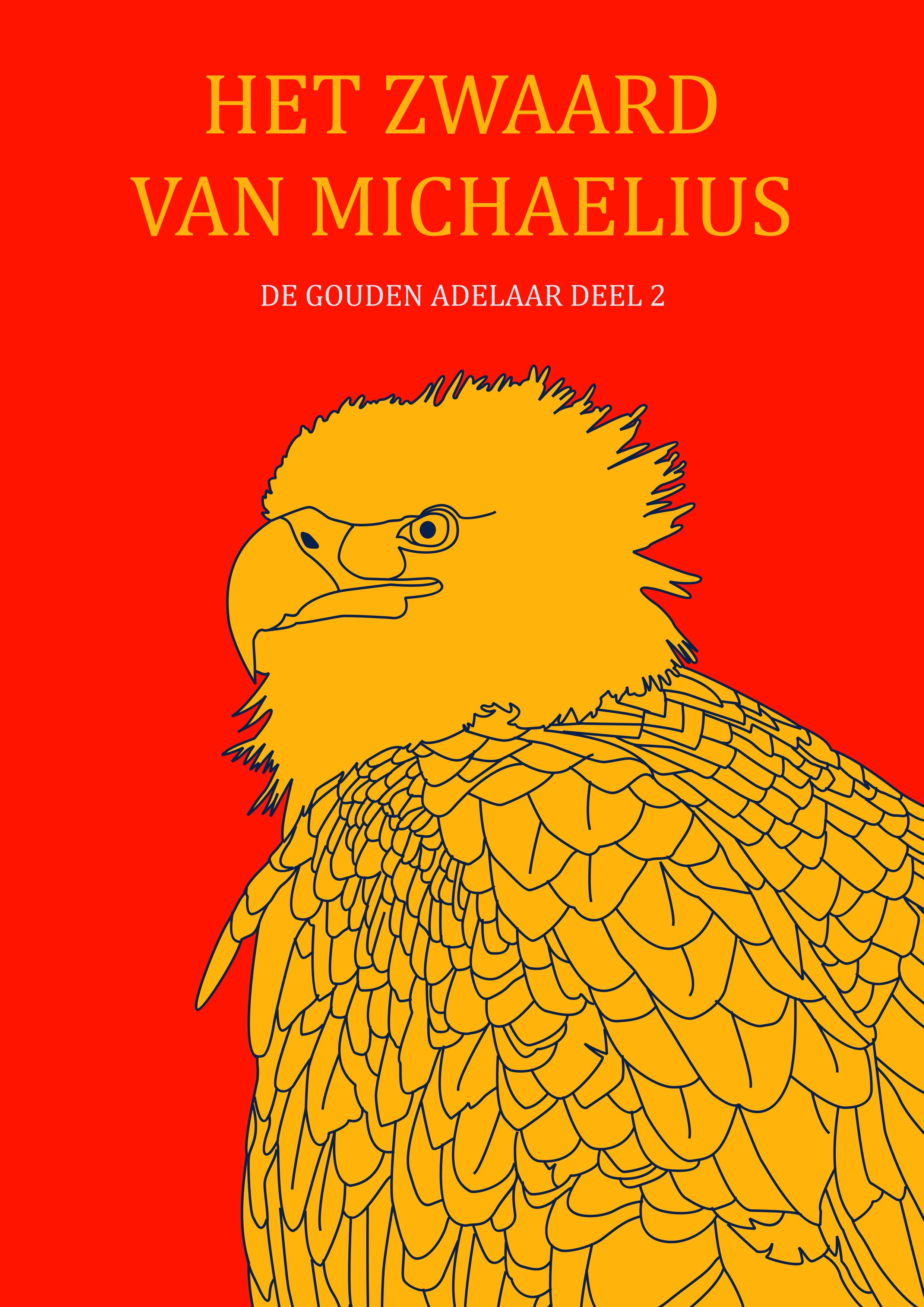
Cover deel 2 onbewerkt